# Academia de Letras e Artes de Paranapuã
A Academia de Letras e Artes de Paranapuã, com sigla ALAP, é uma associação literária situada na Ilha do Governador, na Zona Norte da cidade do Rio de Janeiro. Tendo sido fundada em 21 de outubro de 1989.

## Projeto e criação
A ALAP foi criada oficialmente na Academia Brasileira de Letras (ABL), em solenidade realizada no Salão Vermelho da instituição; por intermédio do jornalista Albene Fagundes de Araújo e outras 22 pessoas.
Sua criação recebeu apoio dos presidentes da Academia Brasileira de Letras e da Academia de Letras do Estado do Rio de Janeiro (ACLERJ), respectivamente Austregésilo de Athayde e Modesto de Abreu; por tal apoio, ambos fora dignificados com os cargos perpétuos de presidente e a vice-presidente de honra da ALAP.
A meta para a criação da ALAP foi a de propagar e desenvolver as mais variadas formas artísticas existentes.

## Denominação
O nome "Paranapuã" dado para a Academia deve-se ao fato de que grande parte dos membros fundadores da ALAP terem, na época, fortes laços afetivos com a Ilha do Governador, sendo seus moradores e, além disto, ter sido na ilha o local onde se concebeu a ideia de criação de Academia; "Paranapuã" é a toponímia antiga, usada pelos indígenas para se referir a ilha.

## Atividades desenvolvidas
A ALAP desde 2003 vem realizando Intercâmbio Cultural com Portugal.
Também realiza regularmente "Concurso Literário" e de "Artes e Afins".
O calendário anual da ALAP possui os seguintes eventos fixos:
- Maio:

Posse dos novos membros/acadêmicos
Entrega do mérito cultural “Medalha Acadêmico Austregésilo de Athayde”
- Outubro:

Posse dos novos membros/acadêmicos
Entrega do “Prêmio “ALAP Cultura”
- Dezembro:

Evento de "Confraternização de Fim de Ano"

## Sede
Em 2016 sua sede provisória estava no bairro carioca da Tijuca.

## Composição atual
Atualmente a Academia de Letras e Artes de Paranapuã possui 200 cadeiras acadêmicas, sendo divididas em três grupos com a seguinte quantidade de membros cada:
- 40 Letras e 40 Artes de Membros Fundadores e Efetivos
- 40 Letras e 40 Artes de Membros Correspondentes
- 40 de Membros Beneméritos e/ou Honorários

## Homenagens e reconhecimento
Em 1990, no âmbito municipal, a ALAP foi considerada como entidade de Utilidade Pública por ato do prefeito Marcello Alencar, através da Lei Municipal nº 1644 de 27/12/1990.
De semelhante modo, no nível estadual, a ALAP também foi indicada pela Assembleia Legislativa do Rio de Janeiro para ter a mesma distinção já alcançada no âmbito municipal.